# Signal de Botrange
Le signal de Botrange est, depuis 1919, le point culminant de la Belgique à une altitude de 694 mètres. Il se trouve sur le plateau des Hautes Fagnes, dans le Massif ardennais, en province de Liège, dans la commune de  Waimes (ancienne commune de Robertville). Sa situation lui vaut un rude climat, enregistré par une station météorologique.

## Toponymie
Le nom « Botrange » proviendrait du lieu où les premiers fermiers faisaient pâturer les bœufs (en vieux français Boût ou Boû) dans la fagne (appelée « fange » ou « faye ») ce qui donna « Boût d'fange ». Aujourd'hui encore, les habitants du village de Sourbrodt s'appellent les Bouts (d'fagne)[réf. nécessaire].

## Géographie

### Situation, topographie
Le signal de Botrange est situé sur le plateau des Hautes Fagnes en province de Liège. Point culminant de la Belgique, il est dès lors aussi le point le plus haut de la Région wallonne, du Massif ardennais ainsi que celui du Benelux. Son altitude est de 694 mètres. Il dépasse le Weisser Stein (693 m) à Murrange, la Baraque Michel (681 m) et la Baraque de Fraiture (651 m).
La butte Baltia, monticule de terre élevé en 1923 et classé permet d'atteindre artificiellement l'altitude symbolique de 700 mètres et une tour en pierre construite en 1934 culmine à 718 m.
Un projet de 1957 envisageait de porter l'altitude du lieu à 1 000 mètres, en créant une colline de scories pour développer une activité touristique.
En 2019, un pylône de télécommunications de 50 mètres de hauteur a été construit à l'extérieur du parking. Son sommet atteint l'altitude de 718 mètres, égalant celle de la tour de pierre existante, double point culminant artificiel de la Belgique,.

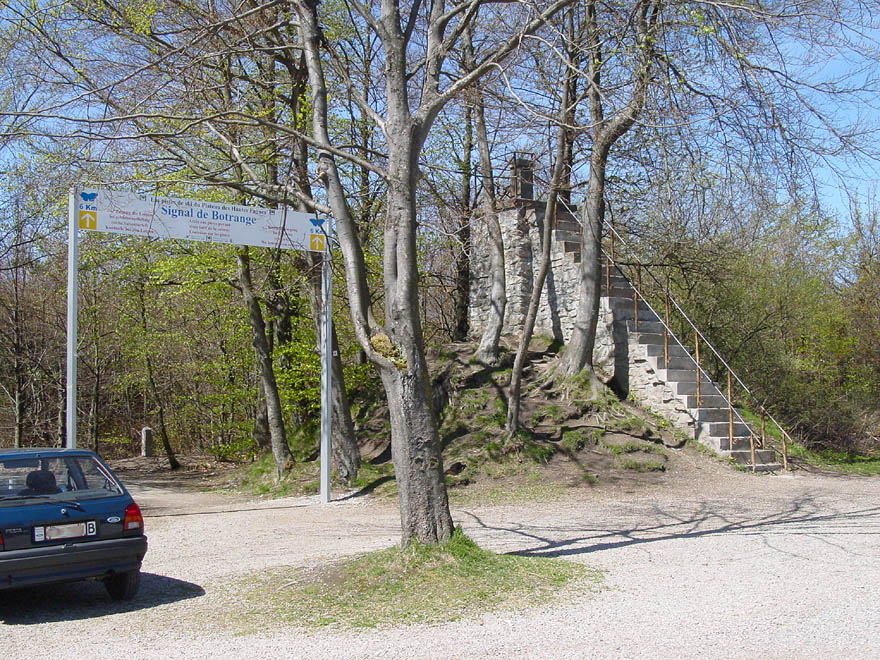
La butte Baltia.
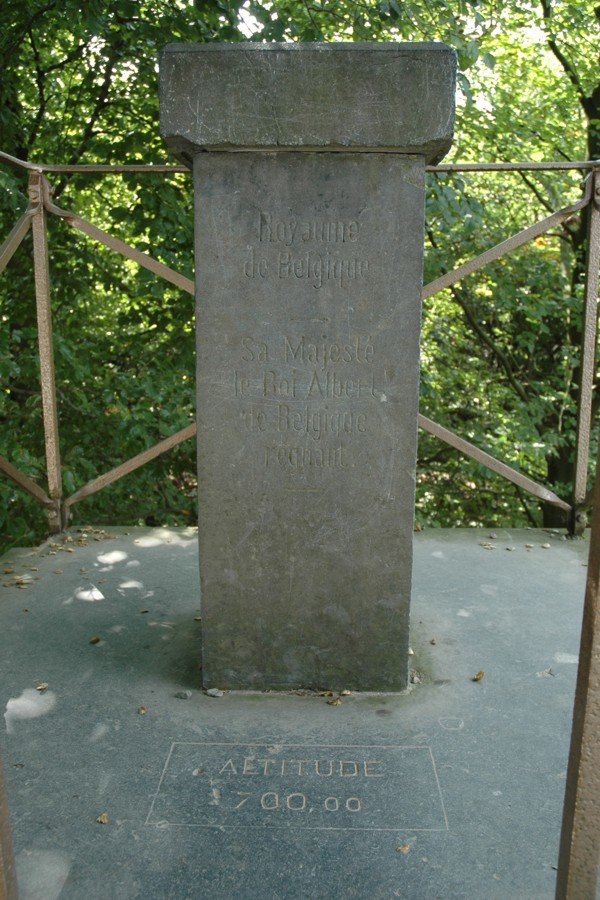
Borne au sommet de la butte.

### Climat
Le signal de Botrange abrita longtemps une station météorologique. Depuis 1999, elle est remplacée par une station automatique de l'Institut royal météorologique de Belgique installée au lieu-dit Mont Rigi (station scientifique des Hautes-Fagnes - Université de Liège) qui se situe entre le signal de Botrange et la Baraque Michel.
On y observe le plus souvent des vents plus forts qu'au centre de la Belgique par exemple. Les températures moyennes et extrêmes sont le plus souvent plus basses à Botrange qu'à tout autre endroit du royaume : la température minimale observée (−25,6 °C) au signal ne dépasse cependant pas le record absolu (−30,1 °C), observé au fond de la vallée de la Lomme, à Rochefort lors d'un phénomène d'inversion de température. Durant l'hiver, on y observe en moyenne trois mois au cours desquels la moyenne des températures reste sous 0 °C. Les précipitations y sont beaucoup plus fortes : la pluviométrie atteint un niveau moyen annuel de 1 450 mm, contre 800 mm à Uccle. Les précipitations y sont également beaucoup plus fréquentes : on y dépasse les 200 jours de précipitations par an (contre un peu plus de 170 à Uccle). Les températures maximales l'été ne dépassent que très exceptionnellement le seuil caniculaire de 30 °C. Le nombre de jours de gelée s'élève à plus de 130 jours par an et le nombre de jours de précipitations neigeuses dépasse les 35. L'épaisseur maximale de neige a été observée le 9 février 1953 avec 115 cm de neige. Les gelées et les précipitations neigeuses les plus précoces peuvent être observées dès fin septembre, ce qui reste néanmoins exceptionnel tandis que les plus tardives ont pu être exceptionnellement observées jusqu'à la mi-mai.

### Hydrographie
Le sommet de la Belgique abrite sur ses flancs plusieurs sources de rivières ardennaises, appartenant toutes au bassin mosan, dont la Helle, la Roer et le Schwarzbach au nord (mais s'écoulant ici vers l'est), le Bayehon au sud, et le Trôs Marets à l'ouest.
Comme l'indiquent les noms de ces rivières, le signal de Botrange marque une frontière linguistique dans la région entre les langues romanes (à l'ouest) et les langues germaniques (à l'est).

## Histoire
Le signal de Botrange n'est devenu le sommet de la Belgique qu'en 1919 lorsque la Wallonie malmédienne et les cantons de l'Est furent rattachés à la Belgique par le traité de Versailles. Auparavant, c'était la baraque Michel qui constituait le sommet de la Belgique, avec une altitude de 674 m.
Malgré sa position remarquable, le signal de Botrange ne fut jamais frontière d'État. Les frontières de la région empruntaient en général le point haut de la baraque Michel, et les cours d'eau de la Helle au nord, et de l'Eau Rouge au sud.
Le lieu appartint ainsi successivement à la Civitas Agrippinensium romaine pour ensuite se trouver au cœur du domaine carolingien. Il échut ensuite au duché du Luxembourg, pour être finalement intégré à la Prusse, à l'Allemagne puis à la Belgique.

## Activités

### Tourisme
Les bâtiments à côté du signal de Botrange sont occupés par une brasserie-restaurant.
À un kilomètre au sud se trouve le Centre nature de Botrange abritant la maison du parc naturel Hautes-Fagnes – Eifel. Lieu d'une exposition sur la fagne, il est aussi le point de départ de diverses randonnées et de nombreuses activités.

### Télécommunications
Depuis 2019, une tour de télécommunication facilitant les transactions à haute fréquence entre les places boursières de Londres et de Francfort a été construite sur le site de Botrange par la société Eos Tower. Cette tour apporte une manne de près de 150 000 euros par an à la commune de Waimes,.

### Accès
La route N68 rejoint un vaste parking aménagé au sommet. Ce site est desservi par les lignes de bus 390 et 394 du réseau TEC Liège-Verviers.

## Patrimoine classé
- Butte Baltia
- Borne Tranchot
- Borne T.P.